# グラント郡 (オレゴン州)
グラント郡（英: Grant County）は、アメリカ合衆国オレゴン州にある郡であり、東オレゴン8郡を構成する郡の一つ。2010年時点での郡の人口は7,445人だった。オレゴン・ジオグラフィック・ネームズによると、郡名はオレゴン準州の陸軍士官であり、郡発足時に北部諸州の大将だったユリシーズ・グラント大統領に由来する。郡庁所在地はキャニオンシティである。

## 歴史
グラント郡は1864年10月14日、ワスコ郡とユマティラ郡から分離独立する形で発足した。発足以前には、裁判を行うときには広大なワスコ郡の郡庁所在地ザダルズの裁判所までわざわざ赴く必要があった。そのためザダルズから遠い土地では、法執行が困難となっており、裁判所で商取引を行う市民にとって大きな重荷となっていた。1889年、当初のグラント郡の南部半分が分離独立し、ハーニー郡が発足した。同じく1889年、グラント郡北西部の一部が、クルック郡の一部とギリアム郡の一部と併せて分離し、ウィーラー郡が発足した。
1862年にウィスキー平原で金が発見されると、10日と経たぬうちに推定1,000人とも言われる採掘者がキャニオン・クリークのほとりに陣営を建てた。これにより人口が増加すると、郡政府の必要性が高まった。グラント郡の政府は、1857年にオレゴン州の人々が批准したオレゴン州憲法および改正オレゴン州法に従って運営されている。グラント郡は「古き西部の政府システム」を採用しており、郡判事一人と理事二人から構成される郡法廷という形態を取っている。郡法廷は既に司法権の大半を失っているが、現代では郡政の行政機関として機能するに至っている。グラント郡には「教区」（parish）や「村」（village）は存在しないが、「町」（town）という用語が郡内の都市を指してたびたび用いられる。尚、この「町」は非公式のものであり、オレゴンの地方行政区分として公式に指定された「町」とはなんら関係は無い。
グラント郡の第3代郡判事を務めたシンシナトゥス・ハイナー・”ジョアキン”・ミラー（1837-1913）は、著名な詩人であり、劇作家であり、西部の博物学者であった。彼は「山脈の詩人」、「ロッキーのバイロン」の異名で知られた。
郡庁はキャニオンシティに置かれる。1864年にグラント郡が発足すると、キャニオンシティはオレゴン州最高の人口増加率を謳歌した。採掘や放牧、材木やサービス業や公共事業などの産業が発展すると、工業や農業の中心地として多くの人々が移住してきた。1930年代からは、ジョンデイ市が郡の経済の中心となっており、最多の人口を抱えるに至っている。

## 地理
アメリカ合衆国国勢調査局の発表によれば、郡の総面積は11,730 km2（4,529 mi2）で、その内11,730 km2（4,529 mi2）が陸地、2.6 km2（1 mi2、水地率0.02%）が水地である。
グラント郡が隣接する郡の数は、オレゴン州の他のどの郡よりも多い。
郡内のおよそ63%の土地は連邦政府、とくに林野局と土地管理局の管轄下となっている。グラント郡にはマルヒュア国有林のほとんどの区域と、ワローワ＝ホイットマン国有林、ユマティラ国有林、オチョコ国有林のそれぞれ一部を含むほか、610 km2（15万エーカー）を超える連邦政府指定の野生保護地域を含んでいる。
郡内にはジョンデイ川の源流がある。ジョンデイ川で指定された野生景観河川区域は、アメリカ国内の川としては最も長い。
郡内の標高は、最も低いところでキンバリー近郊のジョンデイ川の1,820 ft（555 m）、最も高いところでストロベリー山山頂の9,038 ft（2,755 m）である。地形は、広々として穏やかな丘や谷では大草原や放牧地が広がっているが、急峻や山々に目を向けるとゴツゴツとした岩肌が目立つようになる。郡内にはこの中間となる鬱蒼とした森林地帯や、緩やかな山や谷も広がっている。その他、郡内ではヤマヨモギと若干の草木しか生えていないような高原砂漠も各地に見られる。

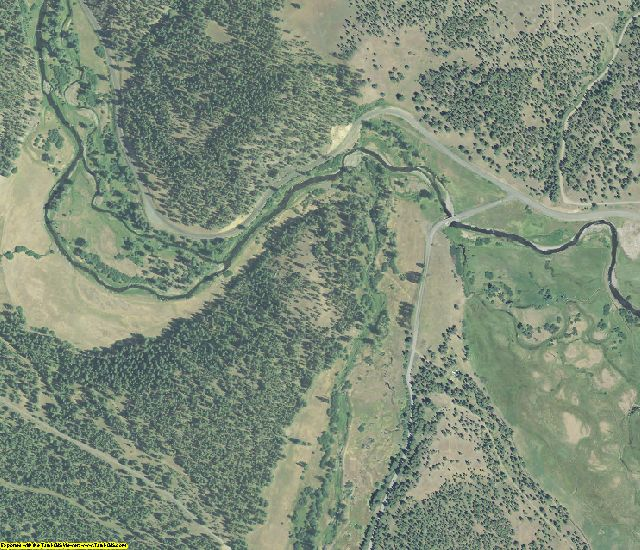
グラント郡の空中写真

ブルー山脈の南側は、グラント郡の土地である。この地域の森林地帯は、特徴として下生えの密度が比較的低いことが挙げられる。19世紀にこの地を訪れた旅人や移住者は、次のように言ったという。「下生えが見られず、木々の間隔もやけに大きい。これなら、傾斜の許すかぎり荷馬車をどこにでも連れて行ける」、と。郡内の森林地帯であるが、乾燥した地域やだだっ広い地域、岩肌がゴツゴツした地域ではウェスタンジュニパーがまばらと立っているのに対して、標高が高くなるとモミの木が多く見られるようになる。その他の森林地帯（その多くは、標高980mを超える）では、一部の標高の高い地域でポンデローサマツやダグラスファー、ホワイトファー、ウェスタンラーチ（「カラマツ」の名で一般的に知られる落葉性の針葉樹）、ロッジポールマツ、トウヒなどが多く見られ、川や渓流の近くではシロマツやヒロハハコヤナギ、標高が高い地域では広い範囲でカバノキ、アメリカヤマナラシが多く見られる。アルドリッチ山脈には、アラスカ黄杉という珍しい種類の木が見られる。その他、さまざまな種類の草や野花、ハックルベリー、野いちご、アメリカニワトコ、更には様々な種類の食べられるキノコ、州花であるヒイラギナンテンまで見られる。ロシア原産のウマノチャヒキはオレゴン土着の植物ではないが、郡内の多くの地域で見られる。
グラント郡にはおそらく世界で最も巨大な生物が存在する。マルヒュア国有林に棲息する巨大なキノコ類、"Armillaria solidipes" である。その大きさはなんと8.9 km2にも及ぶ。推定される重量は8,500トン〜10,500トン、推定年齢に至っては2,000歳〜8,500歳という生物である。

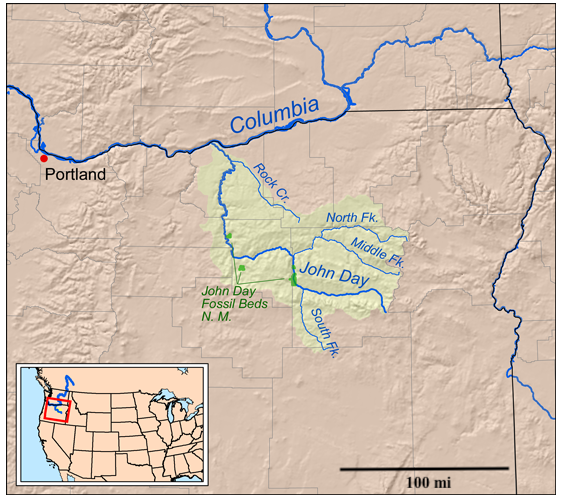
ジョンデイ川水系

今日見ることのできる地形は、前史時代の地形とはかなりかけ離れたものとなっている。化石調査の結果が示すところに拠れば、古生代から中生代初期にかけて、グラント郡のほとんどの地域は海の底だったことが分かっている。海底が地上に現れた後は、カスケード山脈が当時はいまだ形成されていなかったこともあり、グラント郡の気候は比較的湿潤で穏やかなものとなった。新生代の第三紀ではいくつかの川が、現代ではありえないようなコースを辿ってこの地域を流れていた。新生代が進むにつれて火山活動と大規模な溶岩の流れが地域内で発生し、地形を激しく変化させた。ジョンデイ断層（東西にかけて見られる大型の断層としては北米でも有数の断層として知られる）はジョンデイ渓谷の南端にあるが、この断層が原因となり、隆起によってストロベリー山脈とアルドリッチ山脈が形成、さらにはグレートベースンの北部境界線が形成した。地質的に比較的最近の時代では、最後の氷河期の期間のその直後にかけて、南東オレゴンには巨大な湖がいくつか存在した。氷河は19世紀後半までこの地域の山間部で繰り返し見られた。今日では小規模な氷河が1ヶ所だけ残っており、ストロベリー山脈で一年を通して確認されることが多い。

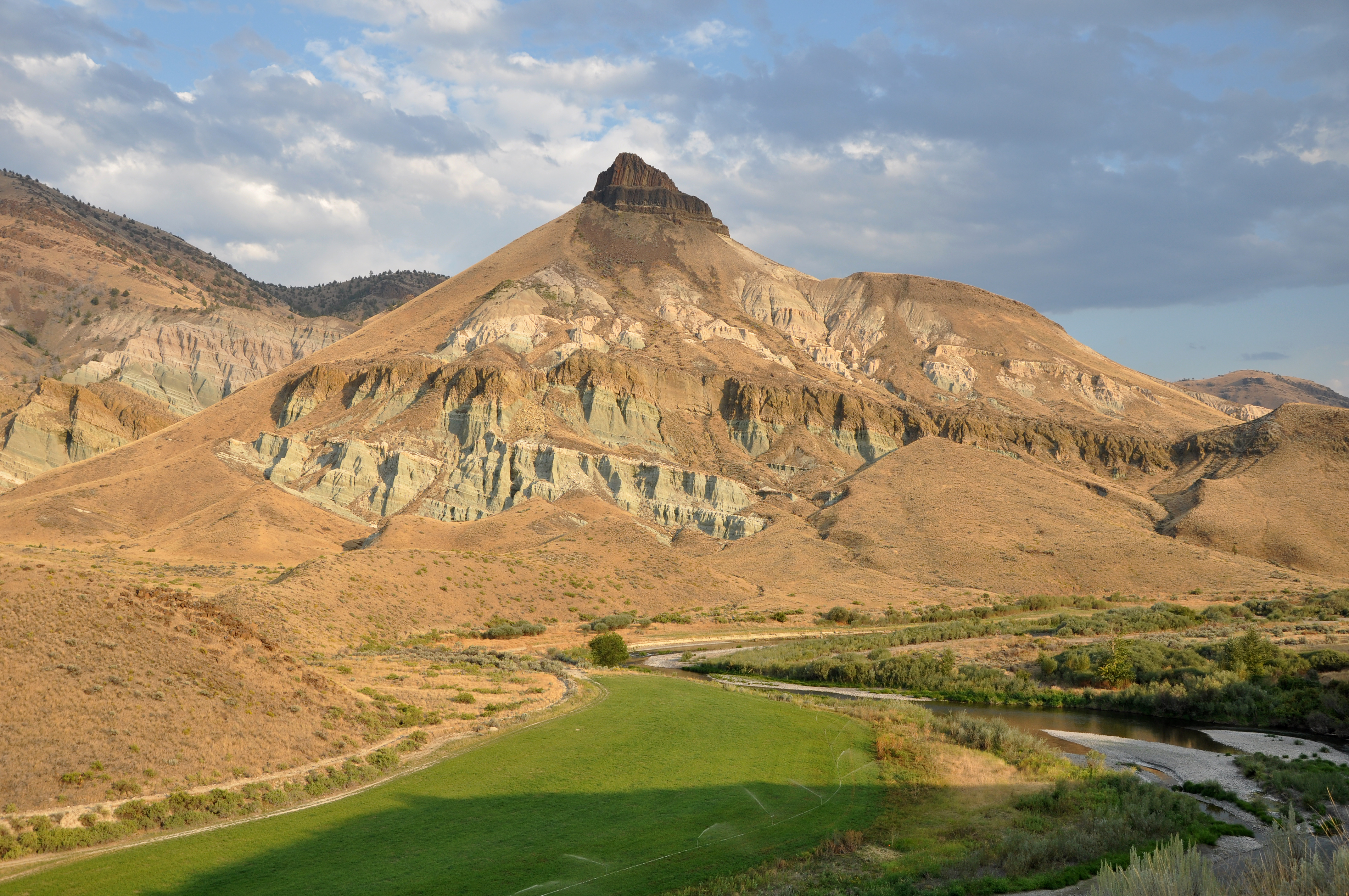
ジョンデイ化石層ナショナル・モニュメント地区内のシープ岩

グラント郡は地質学的に豊かであり、郡内にあり全米有数の化石集中地区であるジョンデイ化石層は、1974年にアメリカ合衆国議会によってナショナル・モニュメントに指定されている。高価な金属である金、銀、白金族元素、クロム、銅、コバルトもこの地域に見られる。この豊富な鉱物（とりわけ金に関して）こそ、この地域に人々が次々と移り住んできた動力源であった。非常に古い変成岩である蛇紋岩（中生代（三畳紀）のものと推定）は同地域内の多くの場所で確認される。ストロベリー山（死火山）、エルクホーン山脈の花崗岩でできた峰や巨礫、そして多く見られる縁辺岩、溶岩流、玄武岩の露頭などは、すべてこの地域で火山活動があったことを示す証拠となっている。熱水資源は今日でも尽きることはなく、その証拠に温泉が数多く残っている。
ジョンデイ化石層で、シダ植物、亜熱帯・温暖地域で育つ落葉性樹木、貝類、サーベルタイガー、絶滅したウマやラクダ、大型のナマケモノなど、多彩な絶滅種が確認されることからも分かるように、この地域では過去何千年という長い間に植物相・動物相の激しい変化があった。シカ、エルク、プロングホーン、クーガー、クマ、高地の猟鳥などは今日繁栄しているが、これらの動物のうち一部の個体数は200年前の時点で非常に少なかった。19世紀はじめにこの地域を旅行した探検家や罠猟家は、狩猟動物が少ないこと、そして狩猟動物の捕食状況（獲物を時として見つけにくい状況にあったことなど）を記録している。
グラント郡に野生の魚としては、数種類のマスが見られるほか、バスやパーチといった温水性の魚がジョンデイ川下流で見られる。また、回遊性のサケやスチールヘッドも一定の季節に見られる。サケとスチールヘッドのジョンデイ川流域への遡上は過去50年間で大きく減少しており、コロンビア川における大型ダムの建設にその主要な原因があると考えられている。しかし、ジョンデイ川ではいまだ目立った人工物の建設は行われておらず、近年ではサケとスチールヘッドの遡上数が回復しつつある。
グラント郡のほとんどの地域は、郡内に水源を有する4つのジョンデイ川の支流の流域にある。ジョンデイ川水系の流域面積はおよそ20,000 km2である。アメリカ「本土48州」で第3位の長さとなる「ダムを持たない川」であり、連邦が指定した「自然景観河川（Wild and Scenic River）」としては全米第1位の長さを誇る。グラント郡の郡域の水系は、ジョンデイ川の本流の上流部分（160 km）、ジョンデイ川のノースフォーク（意味：北部支流、180 km）の全域、ミドルフォーク（意味：中部支流、121 km）、サウスフォーク（意味：南部支流、97 km）である。グラント郡から出たジョンデイ川は、郡境を越えて更に296 km流れた後、コロンビア川と合流する。グラント郡の南東端にはマルヒュア川およびリトルマルヒュア川の水源があり、下流でスネーク川に合流する。グラント郡南部にはグレートベースンの北限があり、ここにはシルビーズ川の流域が広がる。シルビーズ川は南方に流れた後、東オレゴンのハイデザート（高原砂漠）にあるハーニー湖に流れて行く。グラント郡の南西端のわずかな地域では、クルックト川とデシューツ川の流域が広がる。
グラント郡の気候はやや乾燥している。平均年間降水量はピクチャー峡谷の近くで230 mm、ストロベリー山脈の近くで1,000 mmである。渓谷地域での年間降水量は300 mmから360mmで、高地では410 mmから610mmである。グラント郡全体の年間降水日数は40日から60日で、降水量は2.5 mmとなっている。郡内の降水量の大部分は、山岳部に見られる冬の降雪である。この積雪は帯水層を維持するために不可欠な役割を担っており、この積雪によって春の雪解け水、そして一年を通じて流れる河川の水をもたらしている。
郡内の気温は地方によってさまざまであり、最も温暖なモニュメントでは7月の平均気温が32℃／10℃（最高気温／最低気温）、1月の平均が6℃／-6℃であり、最も寒冷なセネカで7月に27℃／3℃、1月に1℃／-13℃である。過去30年間で記録した最高／最低気温は、オースティンで39℃／-38℃、ジョンデイで44℃／-31℃、ロングクリークで42℃／-32℃、モニュメントで44℃／-32℃、セネカで38℃／-44℃だった。
グラント郡の快晴または晴天の日数は年間およそ200日であり、これに部分的に晴れの日も含めると年間およそ300日になる。曇天の日数は年間およそ65日であり、部分的に曇りの日も含めると年間およそ165日になる。

## 経済

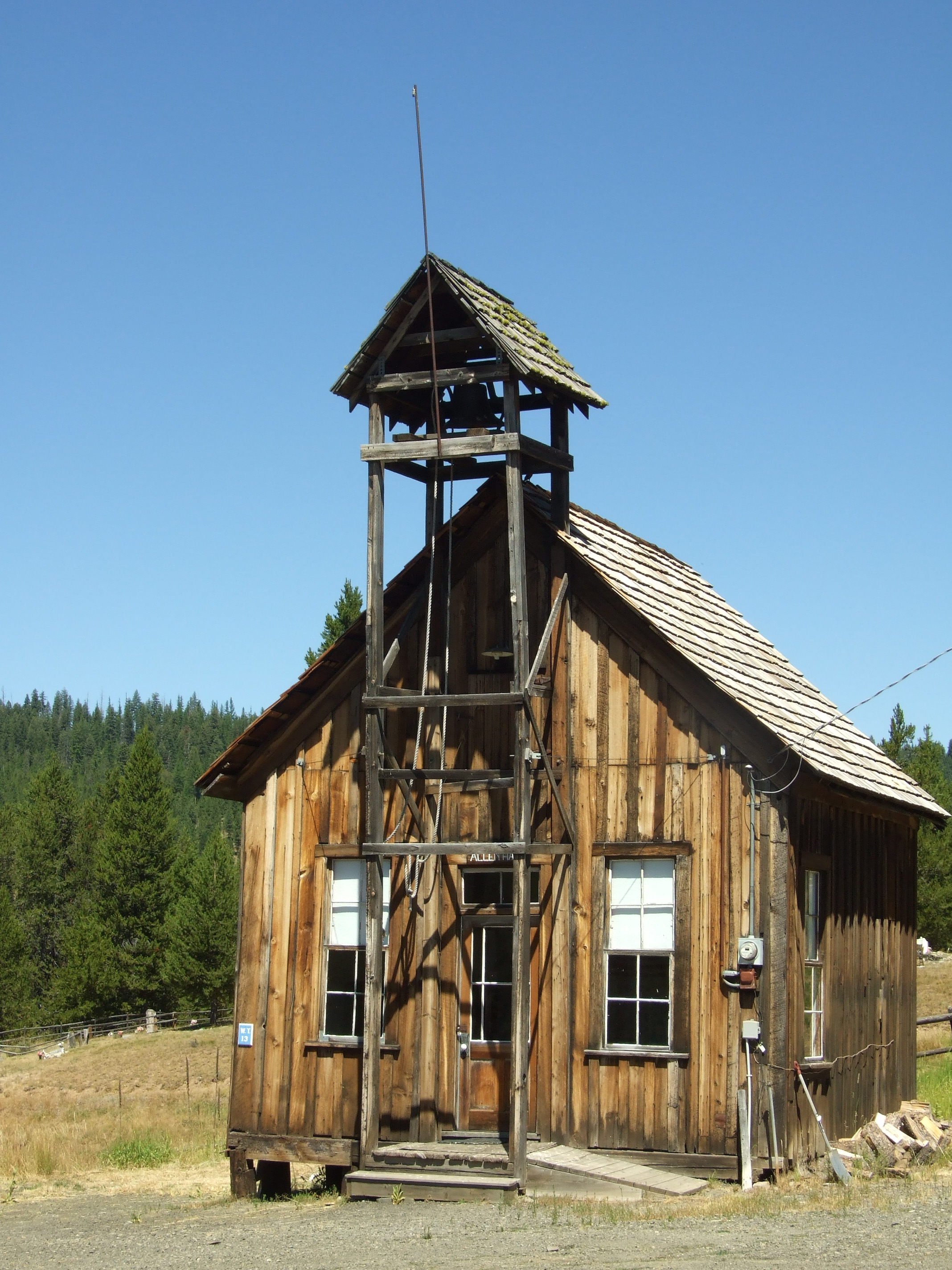
グラナイト市はゴーストタウン化し、2000年の国勢調査における市内の人口はわずか24人だった。

1862年6月にキャニオンシティ、そして同年7月にグラナイトで金が発見されると、金の採掘家たちがこの地域に流れ込んできた。高名な地質学者だったウォルデマー・リンドグレンは1900年にこの地を訪れ、1600万米ドルという量の金が、その時点までに採掘されたと推算した（1900年の時点で、金の価値は1オンスあたり20.67米ドルだった。つまり、1600万米ドルの金となると、実におよそ80万オンスという量の金が当時までに採掘されていたと考えられる）。採掘業は鉱石の産出量を次第に高めながらこの地域の主要産業としての地位を揺るぎないものにしていたが、1942年10月に戦争労働委員会が金の採掘を違法とする執行命令（パブリック・ロー L-208）を下してしまった。これによりゴーストタウンと化した金鉱町が数例発生し、東オレゴンにおける採掘産業は終焉を迎えた。残された採掘に使われた機材などは第二次世界大戦中にスクラップとして除去され、これによりグラント郡の採掘産業のインフラは完全に消滅した。グラント郡の金の産出量は、ベーカー郡に次いでオレゴン州内で第2位という栄華を誇っていた。
グラント郡は自然資源に恵まれていることもあって、農業、牧畜業、材木業は郡の発展とともに成長し、そして寄与してきた。初期の頃には羊がこの地域の重要な農業基盤として扱われ、世界でも有数の規模を誇る羊の放牧が行われた。これにより大量の羊毛が同州ペノルトン（Pendleton）のペノルトン・ウール・ワークスに供給された。牛と羊の放牧家たちはお互いに仲が悪く、暴力沙汰になる事件もたびたび発生した。しかし1920年代から1930年代になると、牛の放牧が農業の主要セクターとなり、この状態は現在まで続いている。耕種農業、酪農生産、果樹園経営は19世紀後半から20世紀前半にかけて小規模で行われていたが、第二次世界大戦中に市場の変化や労働者への圧力が起こり、これが原因で衰退した。材木業は1920年代にグラント郡で急速に成長し、第二次世界大戦中から戦後にかけて再び成長した。牧畜業や材木業は現在でもグラント郡の経済の主要なセクターとして存続しているが、これらの産業の生産量と利益率は近年になって政治的要因や拡大する市場の圧力が原因となって減少を続けている。木材を燃料とした熱併給型発電所はこれまでに郡内に2基設置されており、その内の1基は現在でもプレイリーシティで稼働を続けている。
主に連邦政府の土地管理政策とグローバル市場の圧力によってグラント郡の材木業や農業が打撃を受けていることが原因となり、グラント郡は30年以上に渡って州内第2位という高いの失業率を経験している。郡内では娯楽産業（ハンティングなど）、観光業、コテージ産業である程度の伸びを見せてはいるが、住民たちは新しい産業を勃興して経済に多様性をもたらすために苦戦を続けているのが現状である。郡内の労働力の四分の一強は、政府または公共サービスに関わる職に就いている。

## 政治
東オレゴンの郡によく見られるように、グラント郡の有権者の過半数は共和党の支持である。2008年の大統領選挙の際には、グラント郡の有権者の70.97%が共和党のジョン・マケインに投票し、26.05%が民主党のバラク・オバマに投票、3.94%が第三政党またはwrite-in candidateに投票した。これらのデータは、わずかではあるが確実に民主党支持に向かって有権者が動いたことを示している。実際、2004年の大統領選挙の時には78.9%の有権者が共和党のジョージ・W・ブッシュ、19.2%が民主党のジョン・ケリー、0.9%が第三政党またはwrite-in candidateに投票していた。

## 隣接郡
- マルヒュア郡 - 南東
- ハーニー郡 - 南
- クルック郡 - 西
- ウィーラー郡 - 西
- モロー郡 - 北
- ユマティラ郡 - 北
- ユニオン郡 - 北東
- ベーカー郡 - 東

### 国立保護区
- ジョンデイ化石層ナショナル・モニュメント（一部）
- マルヒュア国有林（一部）
- オチョコ国有林（一部）
- ユマティラ国有林（一部）
- ワローワ＝ホイットマン国有林（一部）

## 人口統計

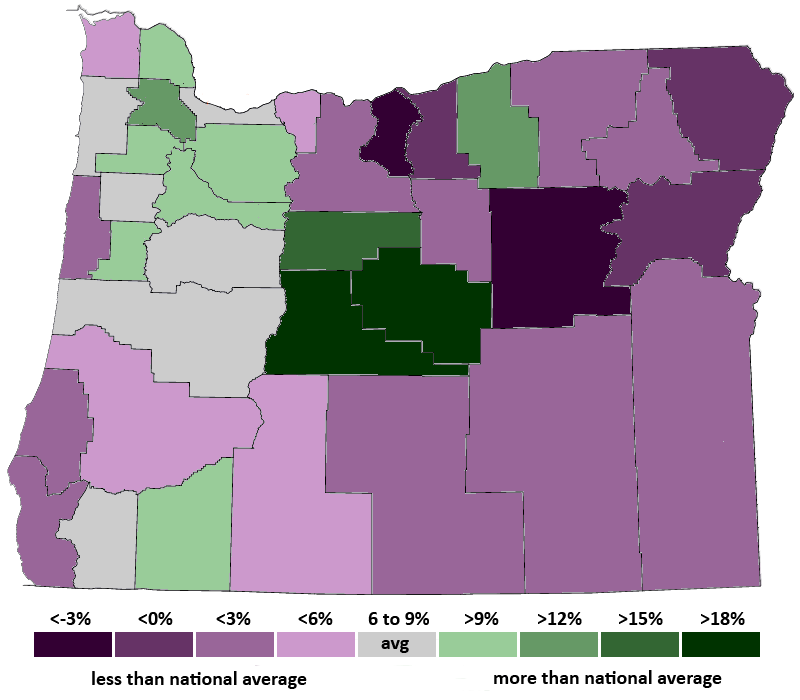
2000年から2007年にかけて、グラント郡の人口は4.5%減少した。この減少率はオレゴン州の郡としては最も高い。

2000年の国勢調査では、郡の人口は7,935人で、3,246世帯、2,233家族が暮らしていた。人口密度は2/mi2（1/km2）だった。1/sq mi（0/km2）の平均密度に4,004軒の住宅が建っている。人種構成は、白人95.69%、アジア系0.19%、アフリカン・アメリカン0.10%、先住民1.60%、太平洋諸島系0.04%、その他の人種0.68%、および混血1.70%である。人口の2.05%はヒスパニックまたはラテン系だった。先祖構成はイングランド系17.5%、ドイツ系17.1%、アメリカ系14.3%、アイルランド系9.0%である。
3,246世帯のうち、30.10%が18歳未満の子供と一緒に生活しており、57.90%は夫婦で生活している。7.90%は未婚の女性または寡婦が世帯主であり、31.20%は結婚していない。27.10%は1人以上の独身の居住者が住んでおり、10.90%は65歳以上で独身である。1世帯の平均人数は2.39人であり、結婚している家庭の場合は、2.89人である。
郡内の住民は25.80%が18歳未満の未成年、18歳以上24歳以下が5.60%、25歳以上44歳以下が24.00%、45歳以上64歳以下が27.90%、および65歳以上が16.80%にわたっている。中央値年齢は42歳である。女性100人ごとに対して男性は99.30人である。18歳以上の女性100人ごとに対して男性は97.10人である。
この郡の世帯ごとの平均的な収入は32,560米ドルであり、家族ごとの平均的な収入は37,159米ドルである。男性は31,843米ドルに対して女性は22,253米ドルの平均的な収入がある。この地域の一人当たりの収入 (per capita income) は16,794米ドルである。人口の13.70%および家族の11.20%は貧困線以下である。全人口のうち18歳未満の16.60%および65歳以上の10.20%は貧困線以下の生活を送っている。
2000年の国勢調査のデータによれば、グラント郡の労働力人口は3,800人で、16歳以上の郡内人口の62%にあたる。雇用先の内訳は次の通り。民間の俸給労働者56.9%、民間の自営業（非法人企業）14.7%、民間の無俸給家族労働者0.8%、公的機関の非雇用者27.6%。産業別の内訳では次の通り。教育・医療・社会サービス20.6%、農業・林業・鉱業17.3%、製造業10.0%、小売業9.8%、芸術・娯楽・保養・宿泊・食料7.6%、公的管理6.9%、建設6.5%、その他のサービス5.9%、運送・倉庫・施設5.1%、専門職・管理経営・廃棄物管理4.1%、金融・保険・不動産・賃貸3.1%、情報1.7%、卸売業1.5%。

## 共同体

### 市

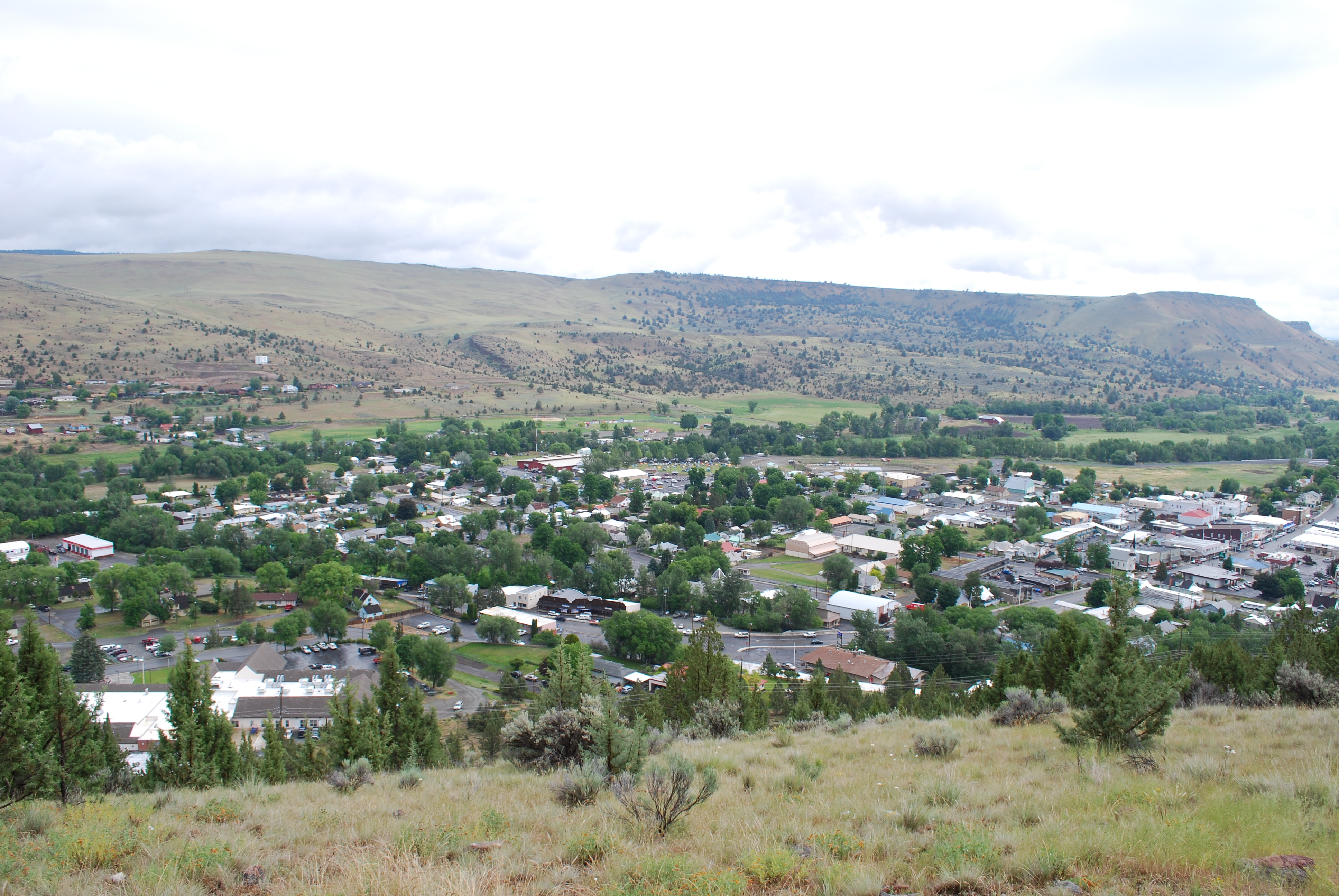
郡内最大の人口を有するジョンデイ市

| - キャニオンシティ - デイビル - グラナイト - ジョンデイ - ロングクリーク | - モニュメント - マウントバーノン - プレイリーシティ - セネカ |

### 非法人共同体および国勢調査指定地域
| - オースティン - オースティンジャンクション - ベイツ - ビーチクリーク - キャベルシティ | - コートロック - デール - フォックス - ガレナ - ハミルトン | - イジー - キンバリー - レンジ - リッター - ロビンソンビル | - シルビーズ - スーザンビル - スリーフォークス |